# Eva Gouel
Eva Gouel známá též jako Marcelle Humbert (1885 Vincennes – 14. prosince 1915 Paříž) byla partnerka Pabla Picassa v době jeho kubistického období (1911–1915). Inspirovala např. jeho dílo Žena s kytarou (1912).

## Život
Narodila se v roce 1885 Adrianu Gouelovi a Marie-Louise Ghérouze z Vincennes. Přijala jméno Marcelle Humbert a tvrdila, že byla vdaná za nějakého Humberta, což se nezdá jako pravdivé. Svůj původ držela jako tajemství a vystupovala pod různými jmény. V korespondenci ji Picassův přítel, italský malíř Gino Severini, popsal jako sladkou a zároveň vypočítavou. S Picassem se setkala v roce 1911 v kavárně Ermitage v Paříži. Žila s židovsko-polským umělcem Louisem Marcoussisem (1870–1941). Picasso tehdy žil se svou první múzou Fernande Olivier. Fernande a Picasso s Marcelle a Louisem často navštěvovali pařížské kavárny. Fernande a Marcelle se staly přítelkyněmi a Fernande se jí svěřovala se svým trápením, včetně nešťastného vztahu s Picassem. V roce 1911 si Fernande začala aférku s mladým italským futuristou Ubaldem Oppim (1889-1942). Požádala Marcelle, aby ji kryla před Picassem. Místo toho si s ním Marcelle začala románek, čímž začala jejich vztah. Marcelle si na Picassovu žádost změnila jméno na Eva Gouel. Vztah trval až do roku 1915, kdy zemřela na tuberkulózu. Její smrt Picassa velmi zasáhla.

## Picassovy portréty Evy Gouel
- Žena s kytarou (Ma Jolie), 1912
- Žena v křesle, 1913, sbírka Sally Ganz, New York
- Sedící žena v klobouku zastřiženém jako bílý pták, 1915–1916, soukromá sbírka
- Eva na smrtelném posteli, 1915, kresba tužkou, soukromá sbírka

## V kultuře
V televizním seriálu Génius (2018), jehož druhá sezóna se věnuje životu Pabla Picassa, Evu Gouel zpodobnila Eileen O'Higgins.